# گانگ بونگ-هیون
گانگ بونگ-هیون (انگلیسی: Gang Bong-hyeon) بازیکن بسکتبال اهل کره جنوبی بود. وی در بازی‌های المپیک تابستانی ۱۹۴۸ شرکت کرده‌است.